# Цитадель Батуринской крепости
Цитадель Батуринской крепости — архитектурно-мемориальный комплекс на территории Национального историко-культурного заповедника «Гетманская столица» в городе Батурине Черниговской области.
Это единственный в Украине скансен-археопарк, воссозданный in situ.

## История создания
В 1995—2008 гг. археологической экспедицией Национального университета «Черниговский коллегиум» имени Т. Г. Шевченко под руководством Владимира Коваленко велись исследования территории, на которой находился Батуринский замок.
Территория Цитадели с севера и юга была ограничена двумя обрывистыми оврагами, на которые выходил ров; с востока - высоким краем террасы р. Сейм (река). В плане Цитадель имеет форму прямоугольника с закругленными углами размерами 130 х 100 м.
Определение Цитадель в отношении данного памятника обусловлено её размещением в пространстве Батуринской крепости, а также упоминанием этого топонима в источниках XVIII века.
Со времени постройки в первой трети XVII в. Цитадель выполняла функции польского форпоста, собственнического замочка, а в 1669—1708 годах — официальной резиденции гетманов Демьяна Игнатовича, Ивана Самойловича и Ивана Мазепы. В ноябре 1708 года, во время Батуринской резни это место было эпицентром боевых действий, показали остатки масштабных разрушений и многочисленные захоронения жертв.
В память жертв Батуринской трагедии 1708 г. — защитников и мирных жителей Батурина — столицы гетмана Мазепы, погибших от рук генерала А. Меньшикова 13 (2) ноября 1708, в 2004 г. на территории Батуринского замка установлен Памятник жертвам Батуринской трагедии.
Воспроизведение Батуринского замка (Цитадели Батуринской крепости) велось в 2008 году во исполнение Указа Президента Украины Виктора Ющенко N 1131/2007 от 21 ноября 2007 года «О некоторых вопросах развития Национального историко-культурного заповедника „Гетманская столица“ и поселка Батурин».
Заказчиком строительства выступила Черниговская областная государственная администрация.
Проект воссоздания и музеефикации объектов Цитадели выполнила ведущая украинская научно-исследовательская и проектная организация по вопросам исследования, реставрации и благоустройства памятников истории и культуры — Институт «УкрНИИпроектреставрация».
Строительные работы в 2008 г. реализовывала Украинская специальная научно-реставрационная проектно-строительно-производственная корпорация «Укрреставрация».
Архитектурное воспроизведение, благоустройство и музеефикация велись на основании комплексных научных исследований, в первую очередь — археологических исследований, исторических источников и архитектурных аналогий в области оборонной, культовой и гражданской архитектуры Гетманщины XVII-XVIII веков. Воспроизведённые объекты замка стоят на своих исторических местах, выявленных и исследованных археологами. Эти объекты не являются аутентичными, они призваны сформировать архитектурно-художественный образ Цитадели Батуринской крепости начала XVIII века.
Проект воссоздания, инженерного обустройства и музеефикации объектов Цитадели по состоянию на 2020 год полностью не реализован.

## Экспозиционный комплекс

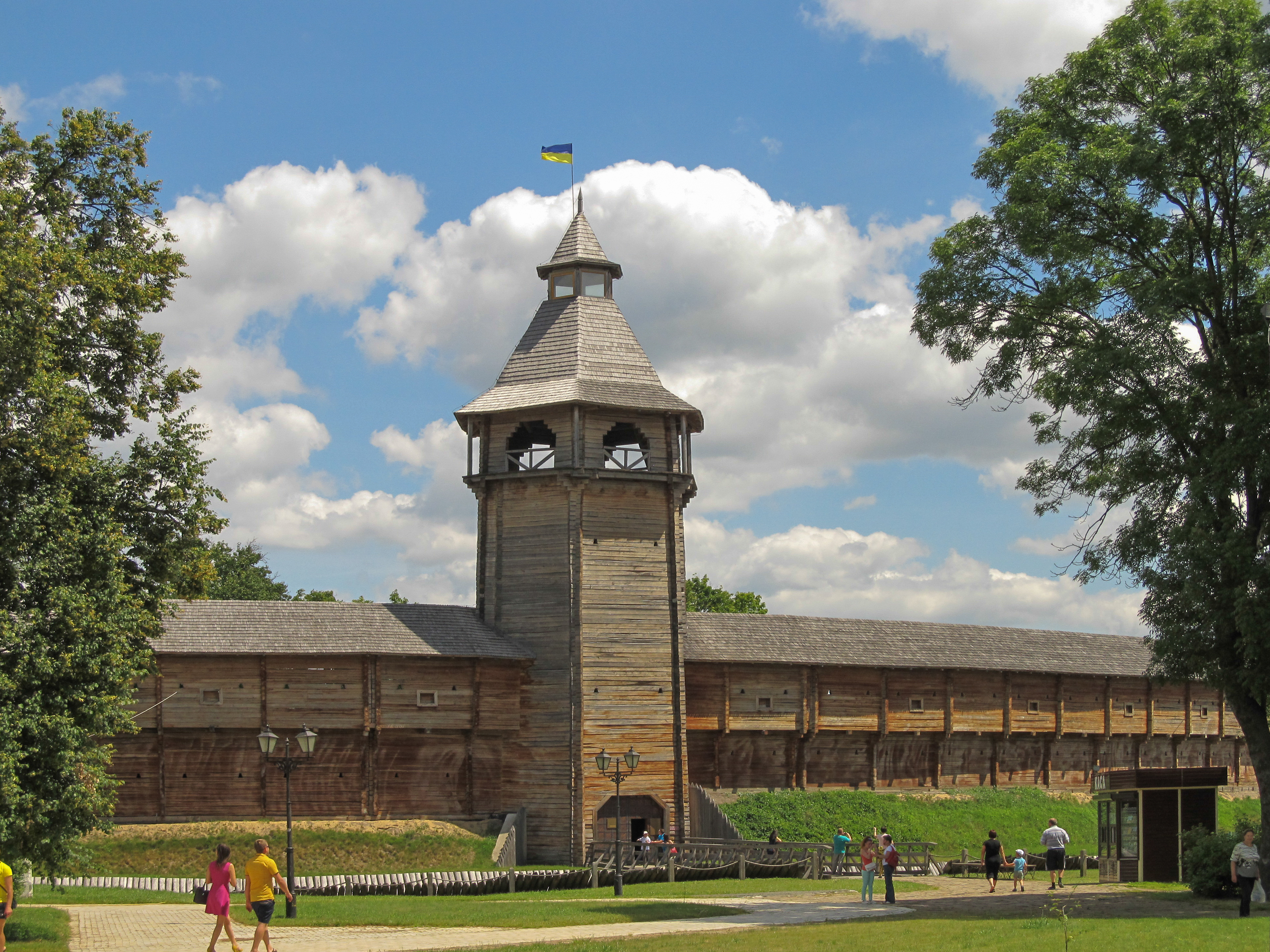
Цитадель Батуринской крепости.

В состав экспозиционного комплекса Цитадели Батуринской крепости входят: Памятник жертвам Батуринской трагедии 1708 г. (2004 г.), одиннадцать построенных в 2008 году объектов (ров, мост, главная проездная башня, северная и южная замковые башни, оборонительная стена, частокол, церковь Воскресения Господня, гетманский дом, сокровищница, колодец), 7 пушек на лафетах (копии казацкой артиллерии), три якоря XVIII—XIX веков (переданы на постоянное хранение Национальным заповедником «Хортица»), жернова батуринских водяных мельниц.

## Посещение и экскурсии
Для посещения открыта территория Цитадели и церковь Воскресения Господня. Также действуют временные выставки.
Виртуальная экскурсия по территории Цитадели Батуринской крепости.

## Объекты комплекса
Элементы фортификации
Сухой ров отделяет территорию замка от города. Глубина — 7,4 м. Склоны рва выложены деревянными бревнами.
Мост перекинут через ров к проезжей башне.
Главная проезжая башня — шестиугольная, четырёхъярусная. Имеет верхний боевой ярус. Высота — 29 м.
Северная башня — шестиугольная, трехъярусная, с верхним боевым ярусом — галереей. Высота — 24 м.
Южная башня — четырёхстенная, трехъярусная с верхним боевым ярусом. Высота — 24,5 м.
Оборонительная стена — трехъярусная, с галереей на верхнем ярусе. Делится на два прясла, в центре — Главная въездная башня, на флангах — Северная и Южная башни. Высота — 8,6 м, Длина — 155,6 м.
Частокол расположен со стороны склона горы.

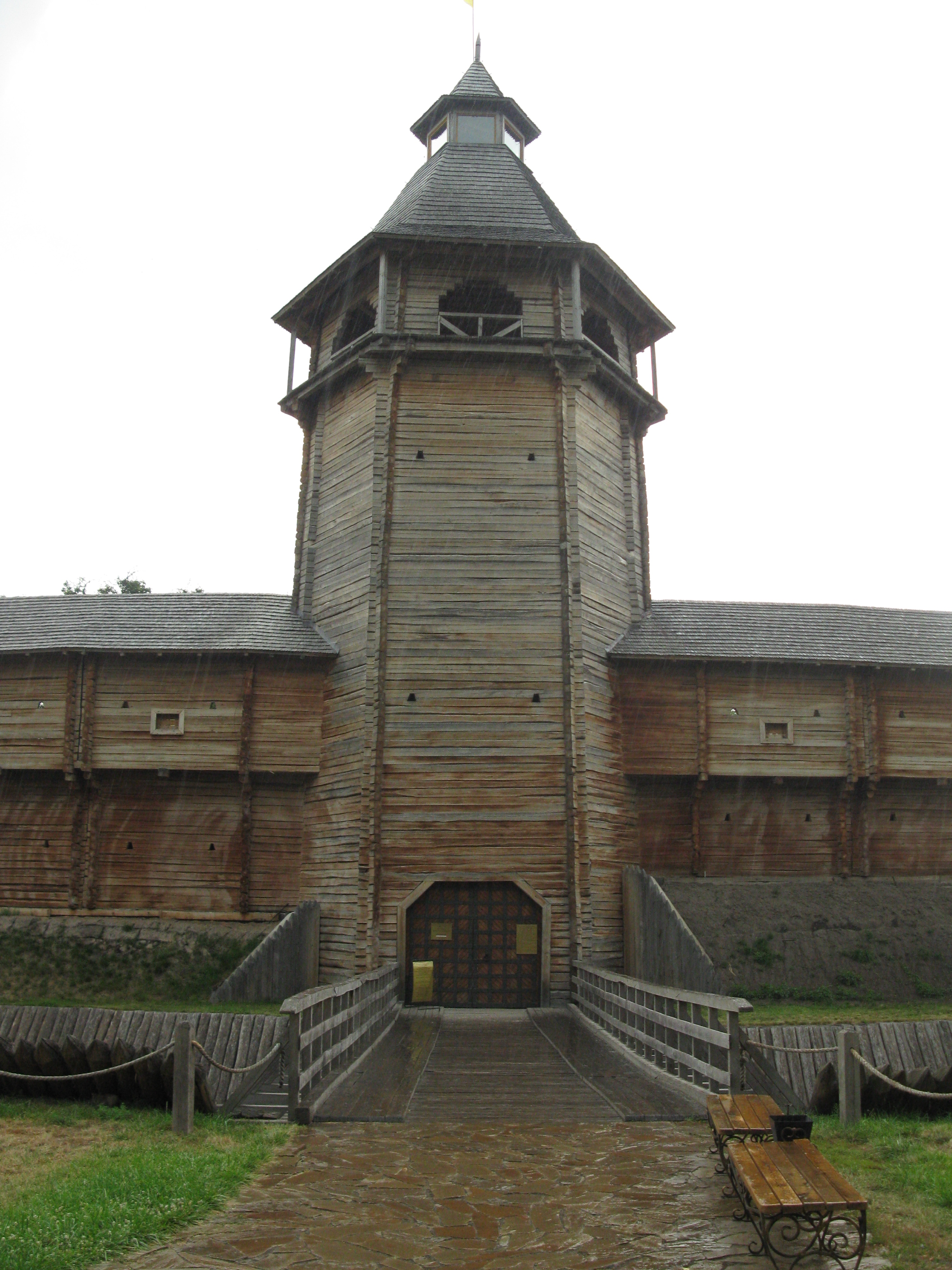
Главная башня.
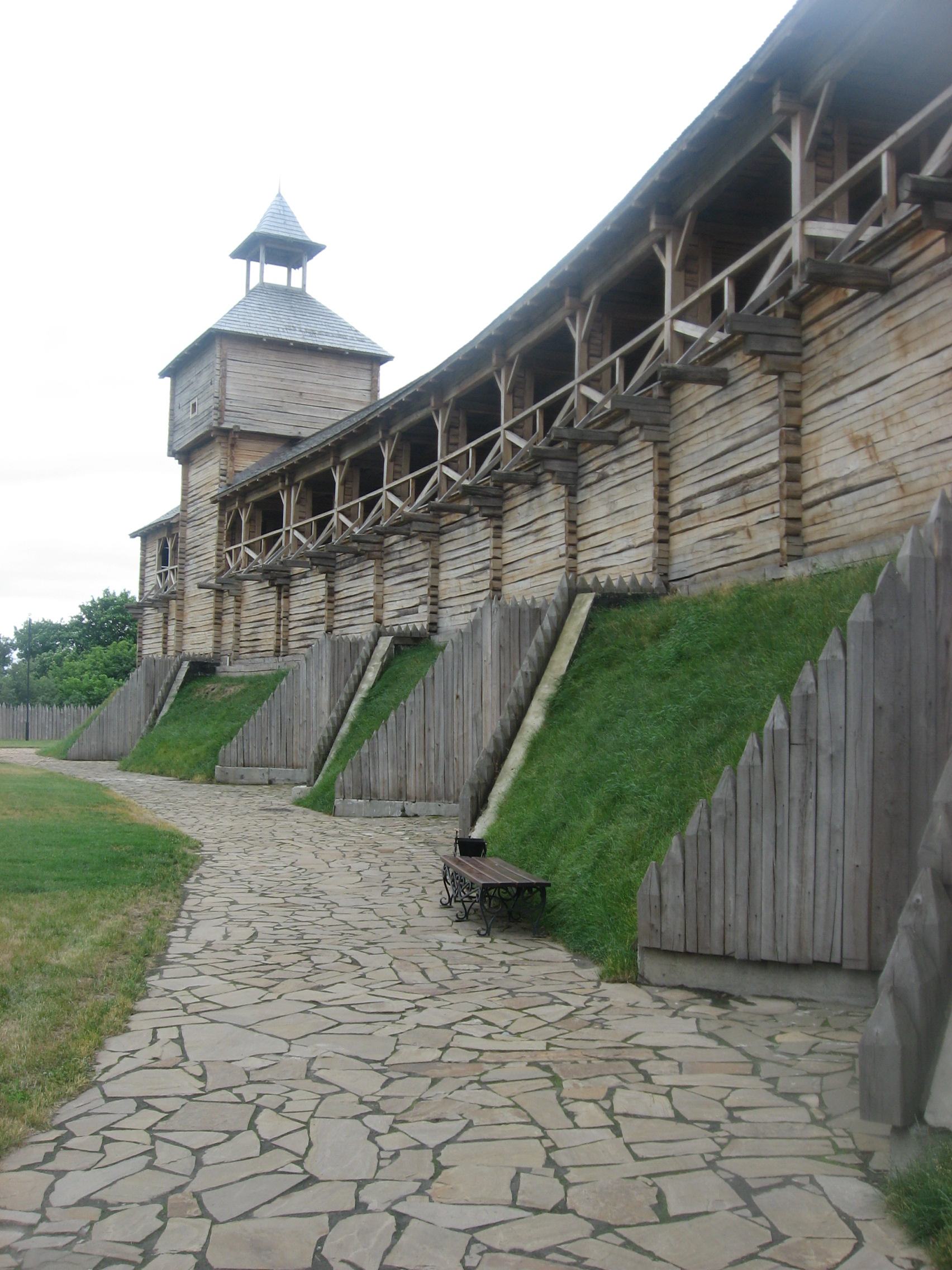
Оборонительная стена и южная башня. Вид изнутри Цитадели.
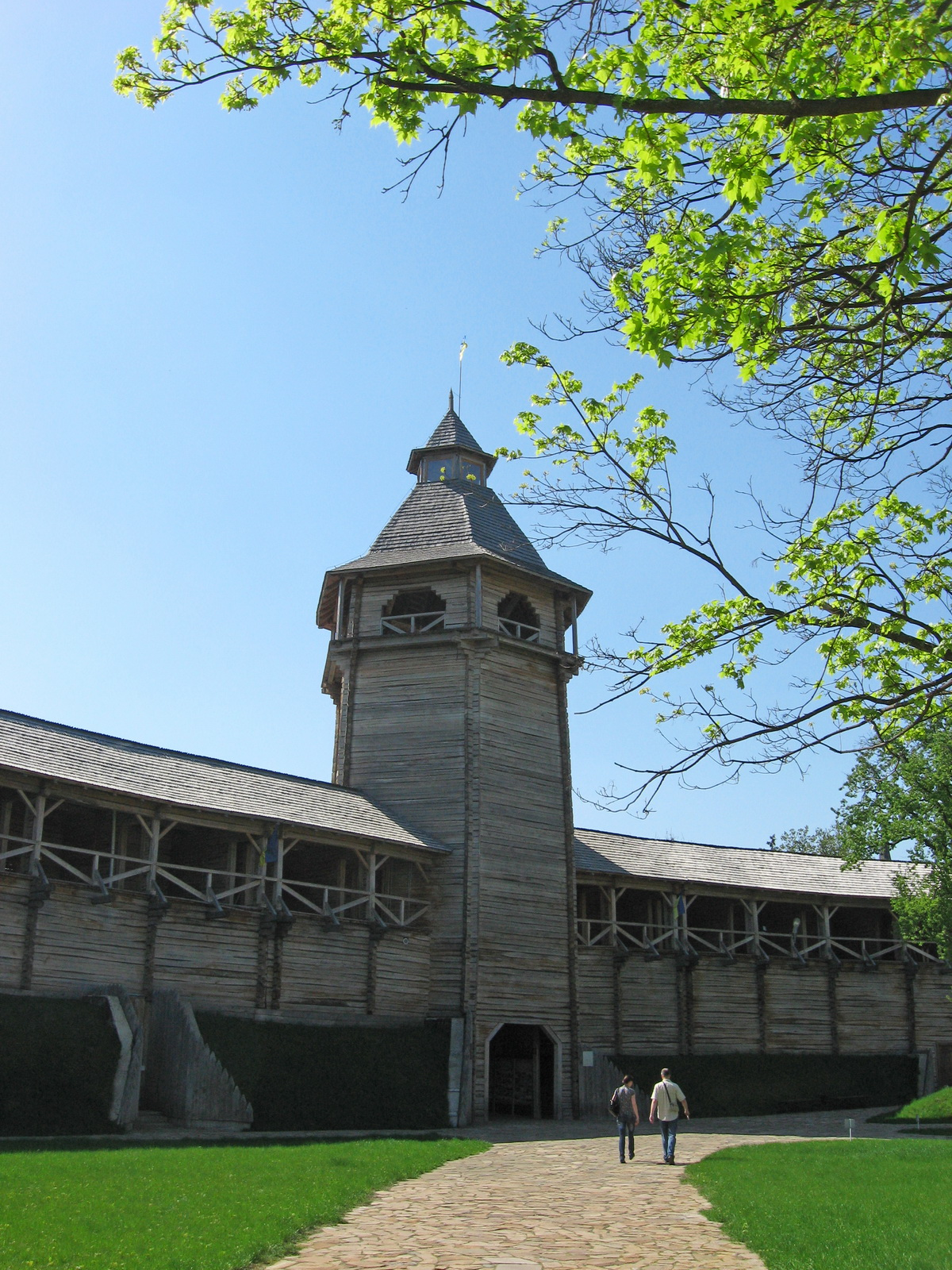
Проездная башня, вид изнутри Цитадели.
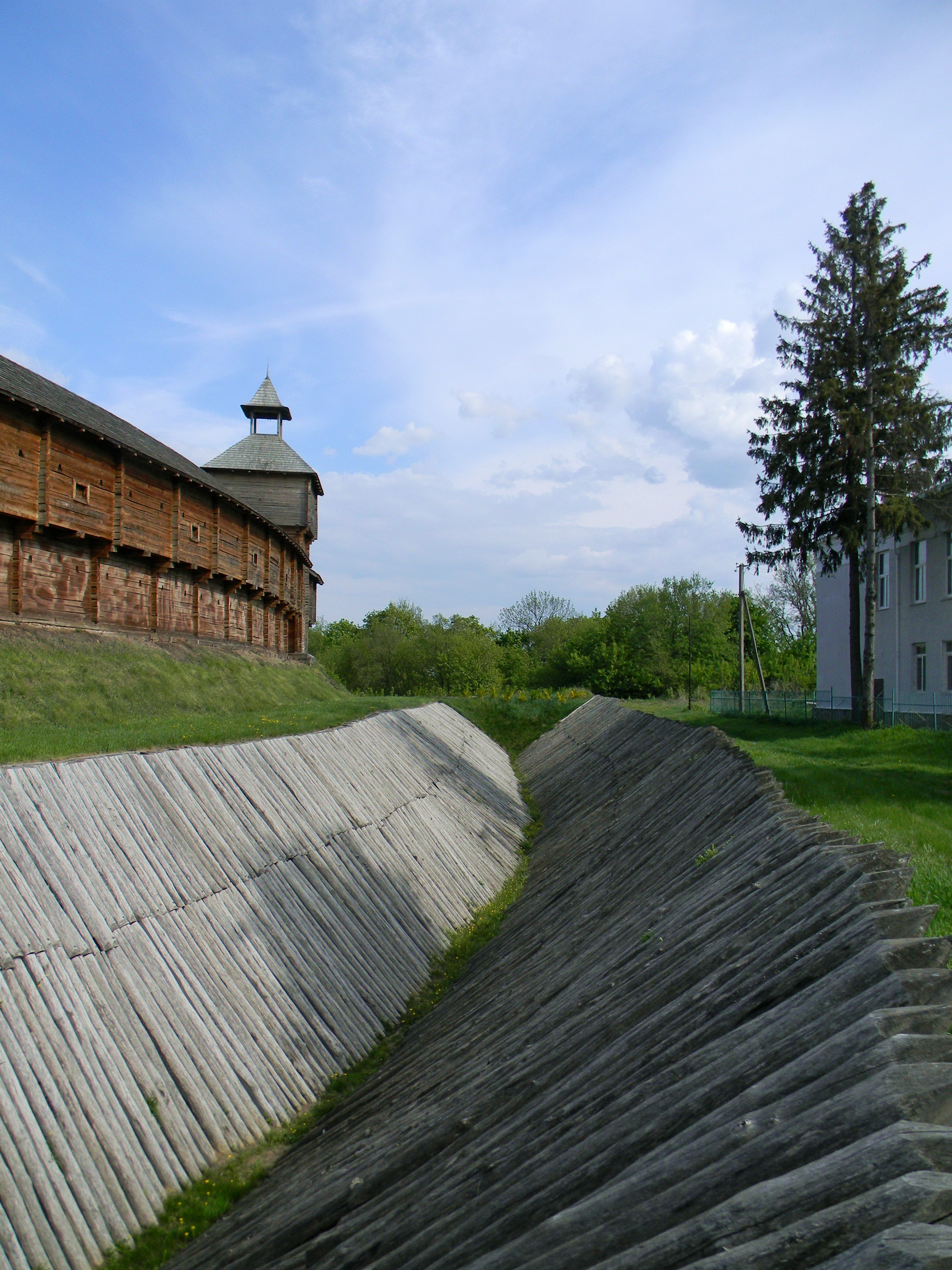
Сухой ров из укреплёнными откосами.
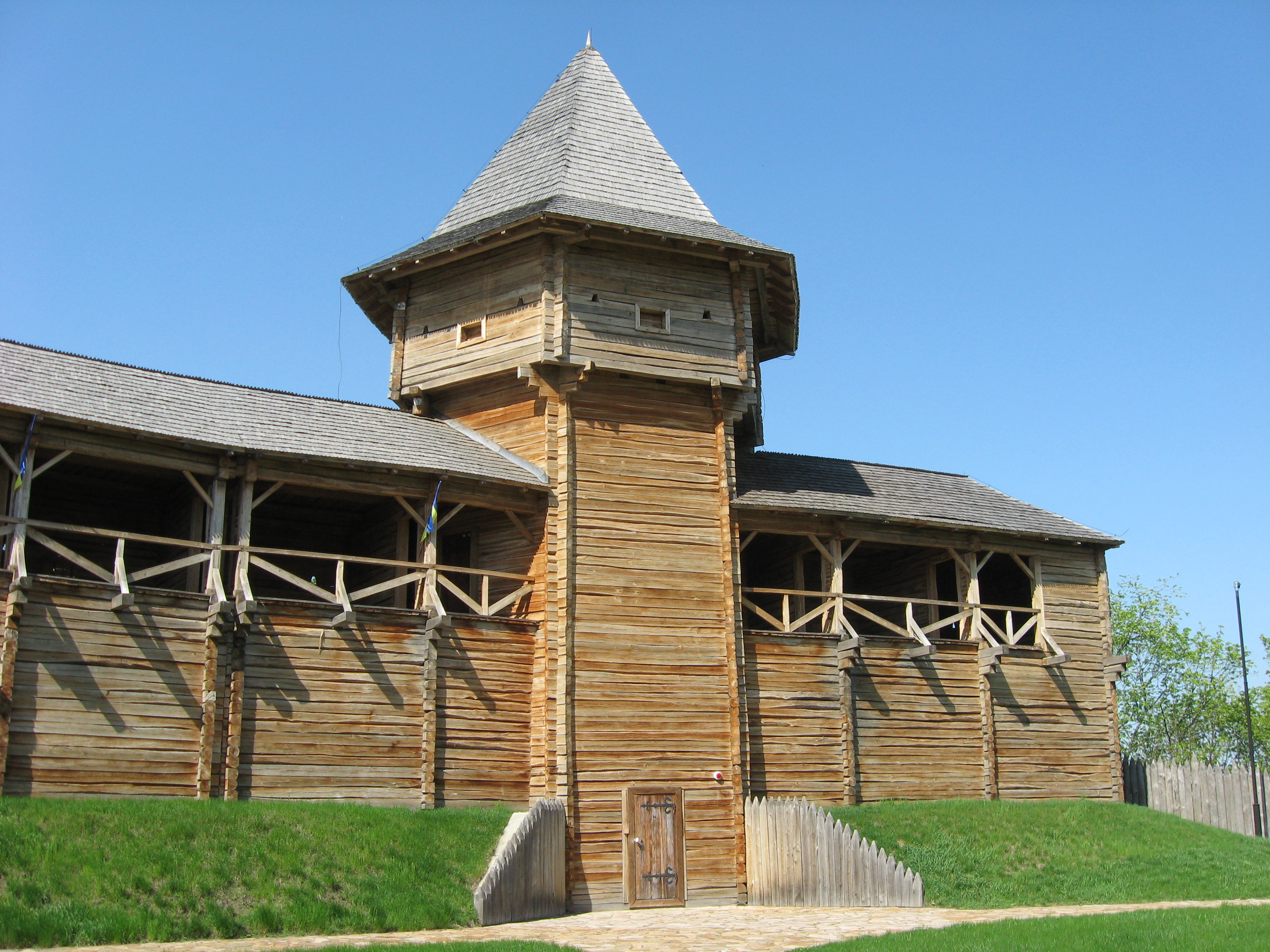
Северная башня.
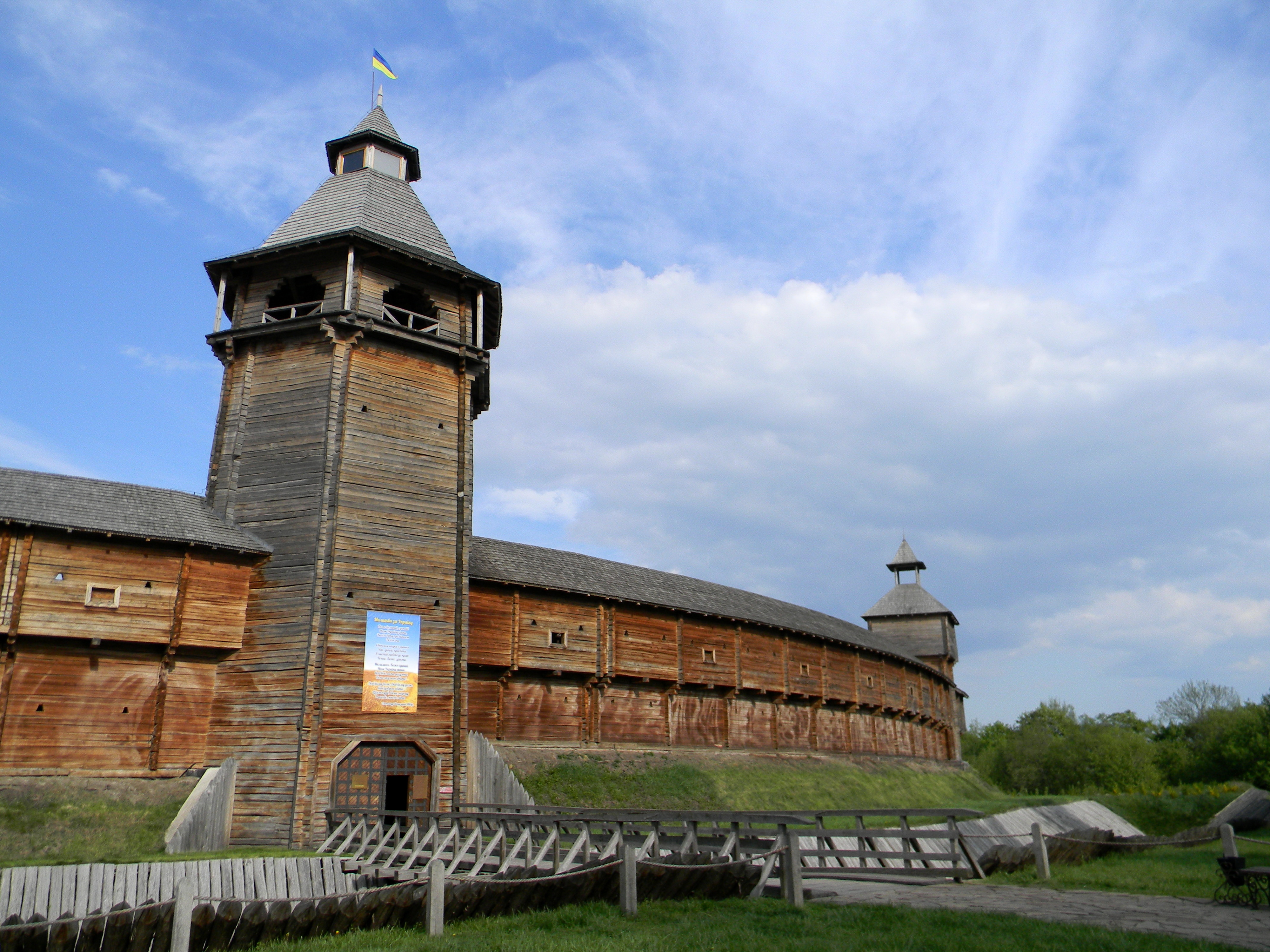
Цитадельные укрепления со стороны города.

 Замковая церковь Воскресения Господнего
Действующая церковь. Чин освящения этого храма совершил епископ Черниговский и Нежинский, управляющий Черниговской епархией УПЦ (КП) Иларион в сослужении с духовенством епархии 14 ноября 2008 года.
Церковь трехчастная, однобанная, с каменным подземным помещением — криптой. Архитектурный декор, интерьеры и культовая отделка храма решены в традициях украинской народной архитектуры эпохи барокко. В крипте похоронены останки защитников и жителей Батурина, погибших в 1708 году. Высота — 16,4 м, Площадь — 60,2 м².
Гетманский дом

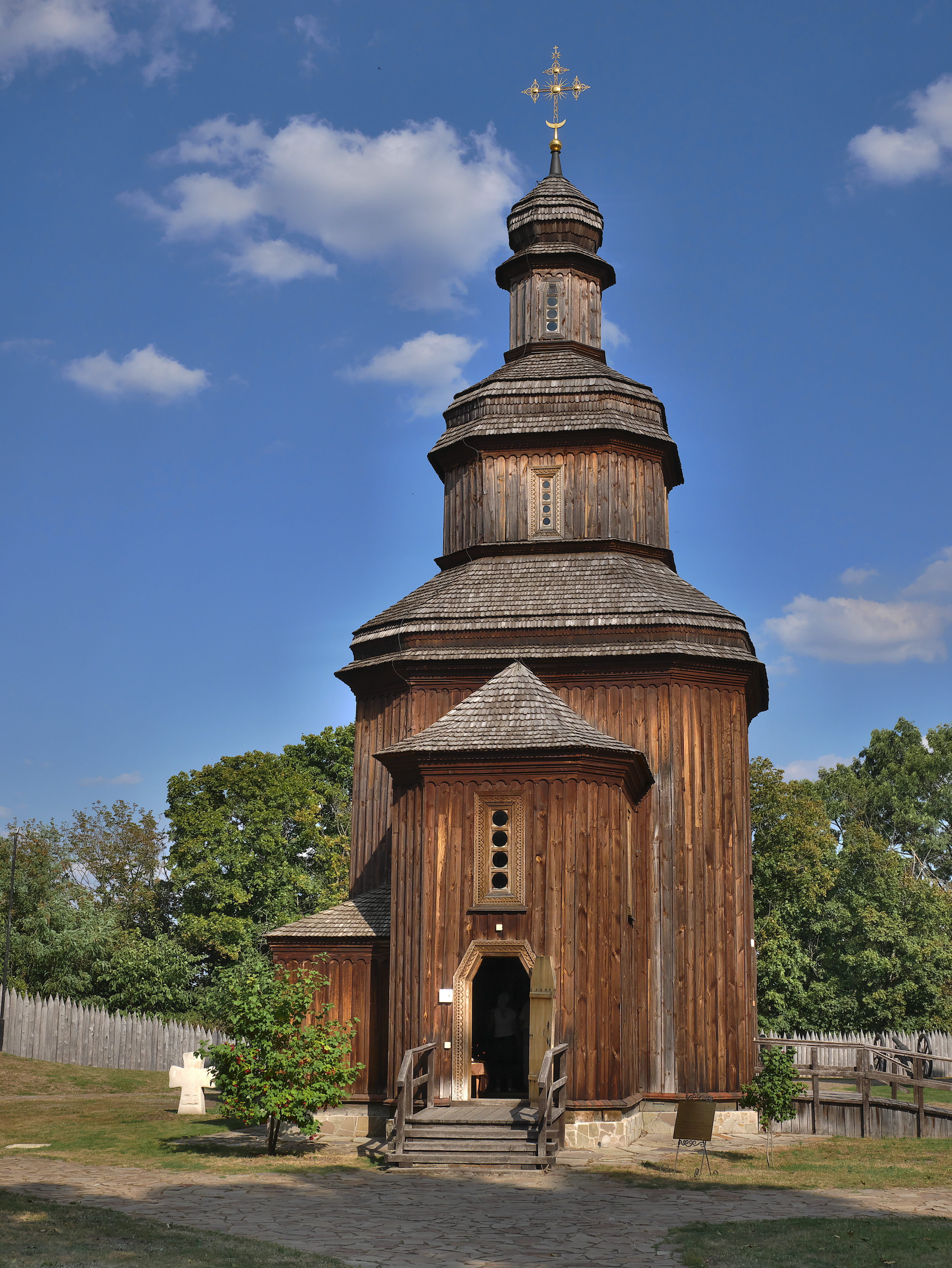
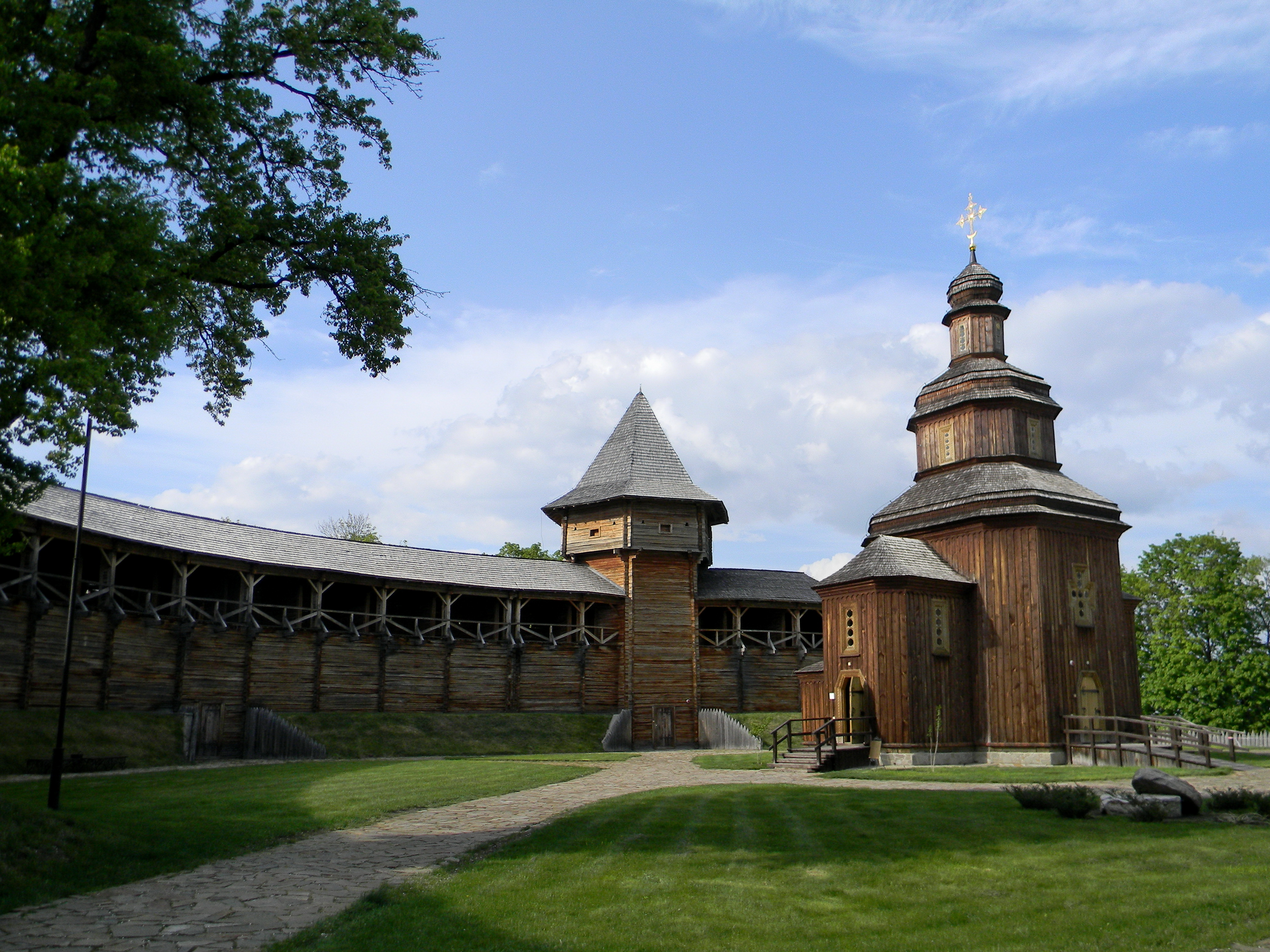
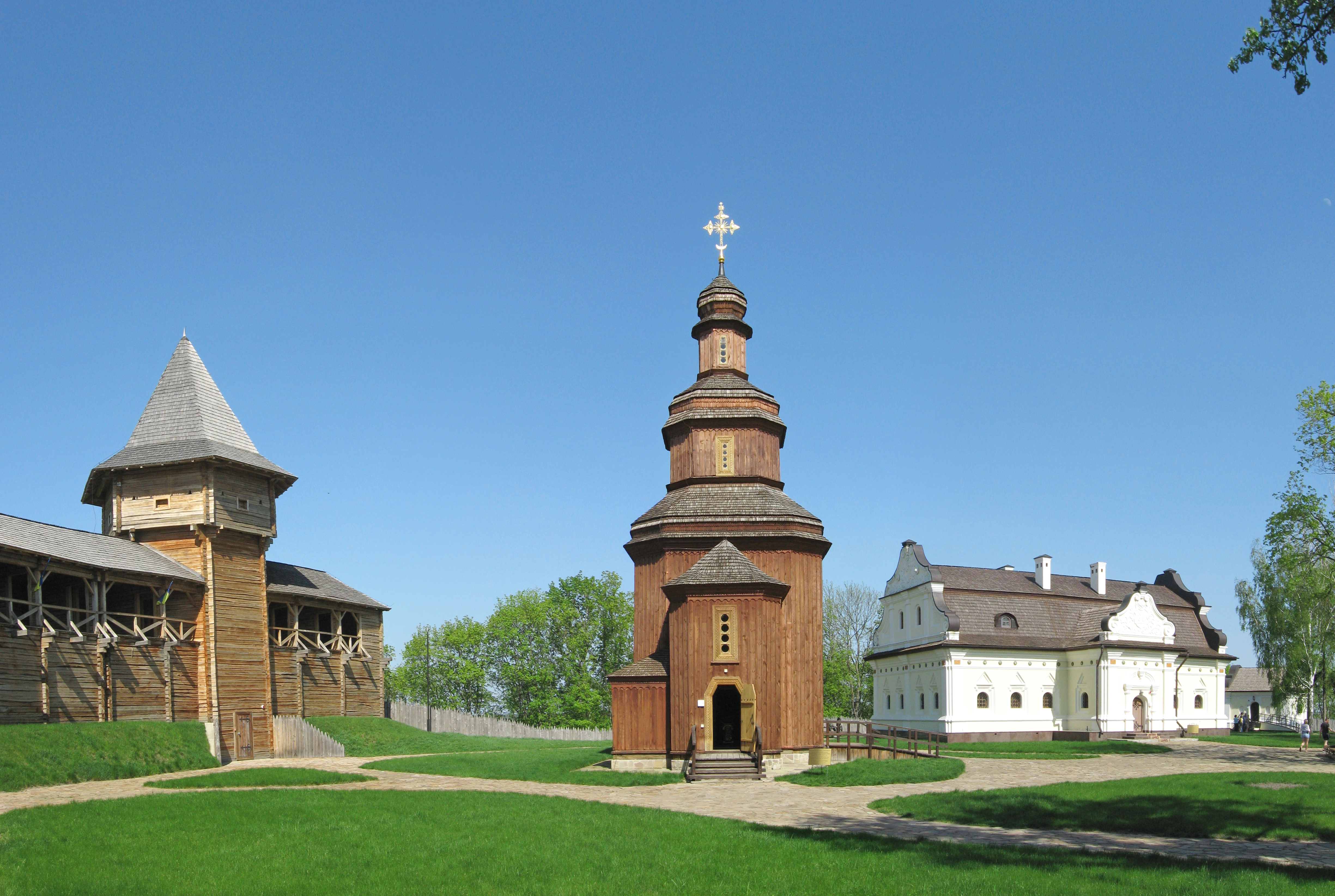
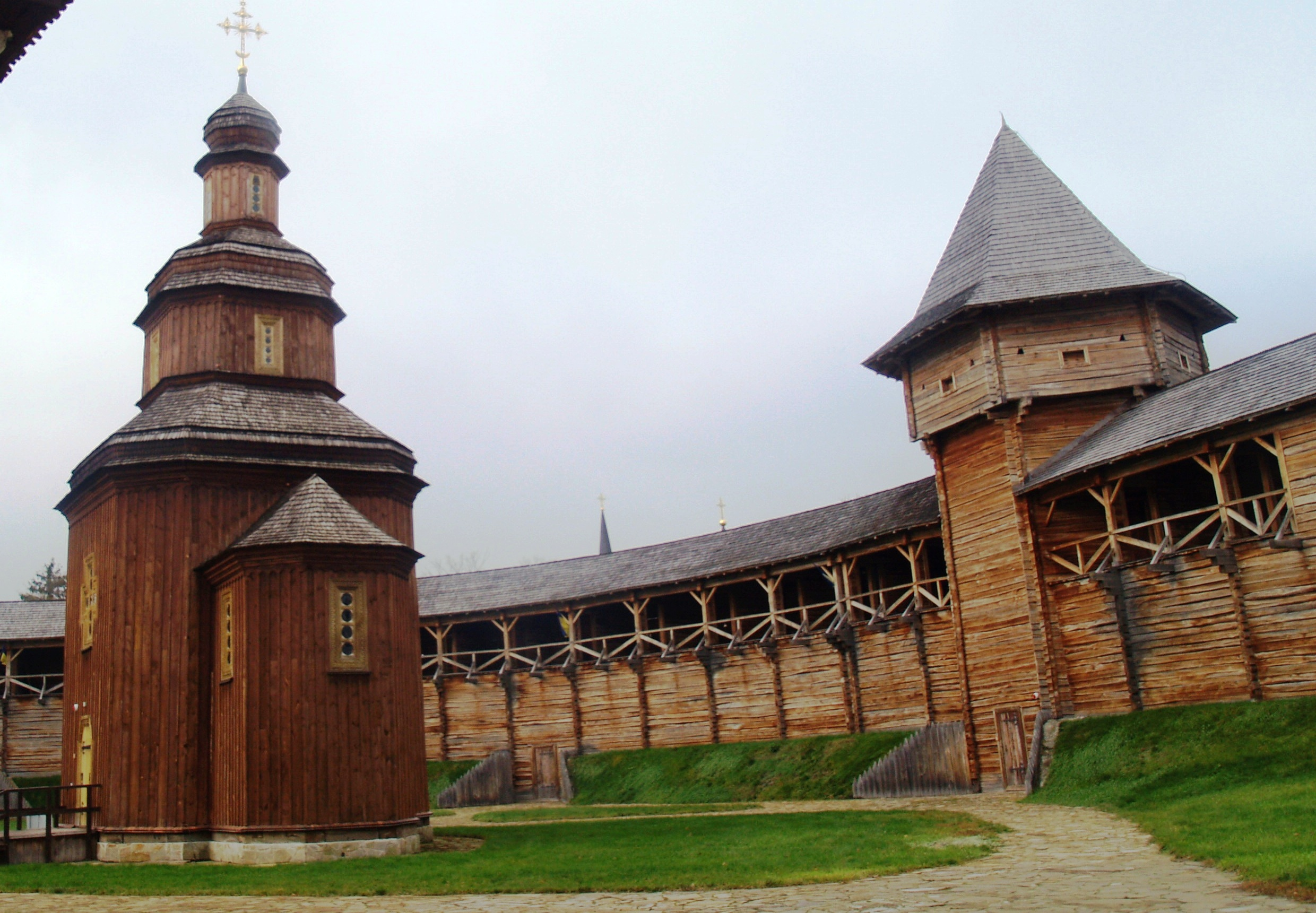

Каменный, одноэтажный, с крыльцом, декоративными фронтонами и мансардным помещением. Был официальной резиденцией гетмана и правительственной канцелярией. По планировке являет собой тип украинской  «хаты на две половины» (с сенями и горницами по обе стороны от них). Архитектурный декор фасадов, декоративная отделка комнат решены в традициях украинской народной архитектуры эпохи барокко (сводчатые стены, изразцовые печи и т. д.). Олицетворяет жильё казацкой старшины и здание правительственных учреждений Гетманщины конца XVII — начала XVIII в. Высота — 12,2 м, площадь — 180,4 м².
Казна 

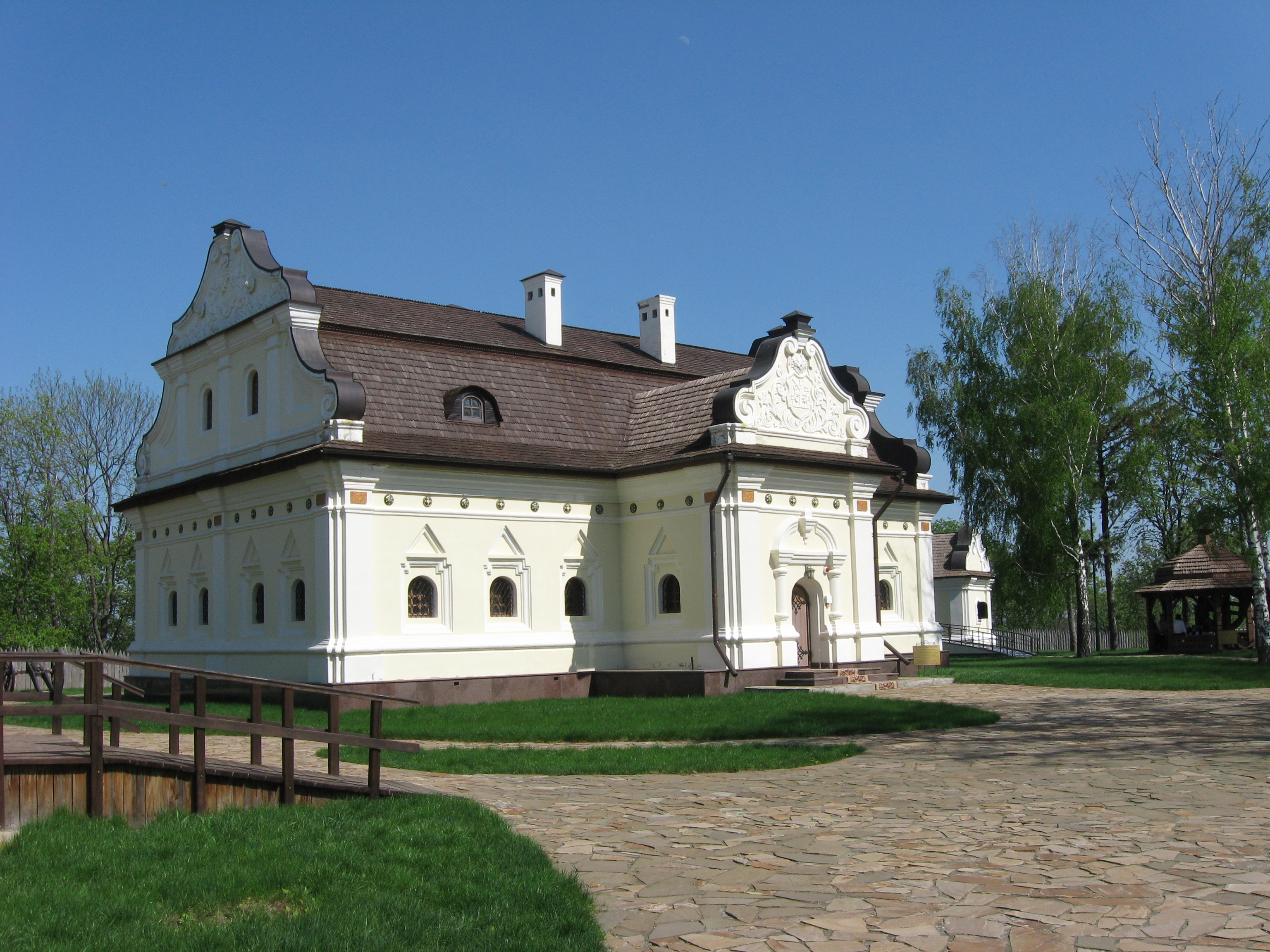
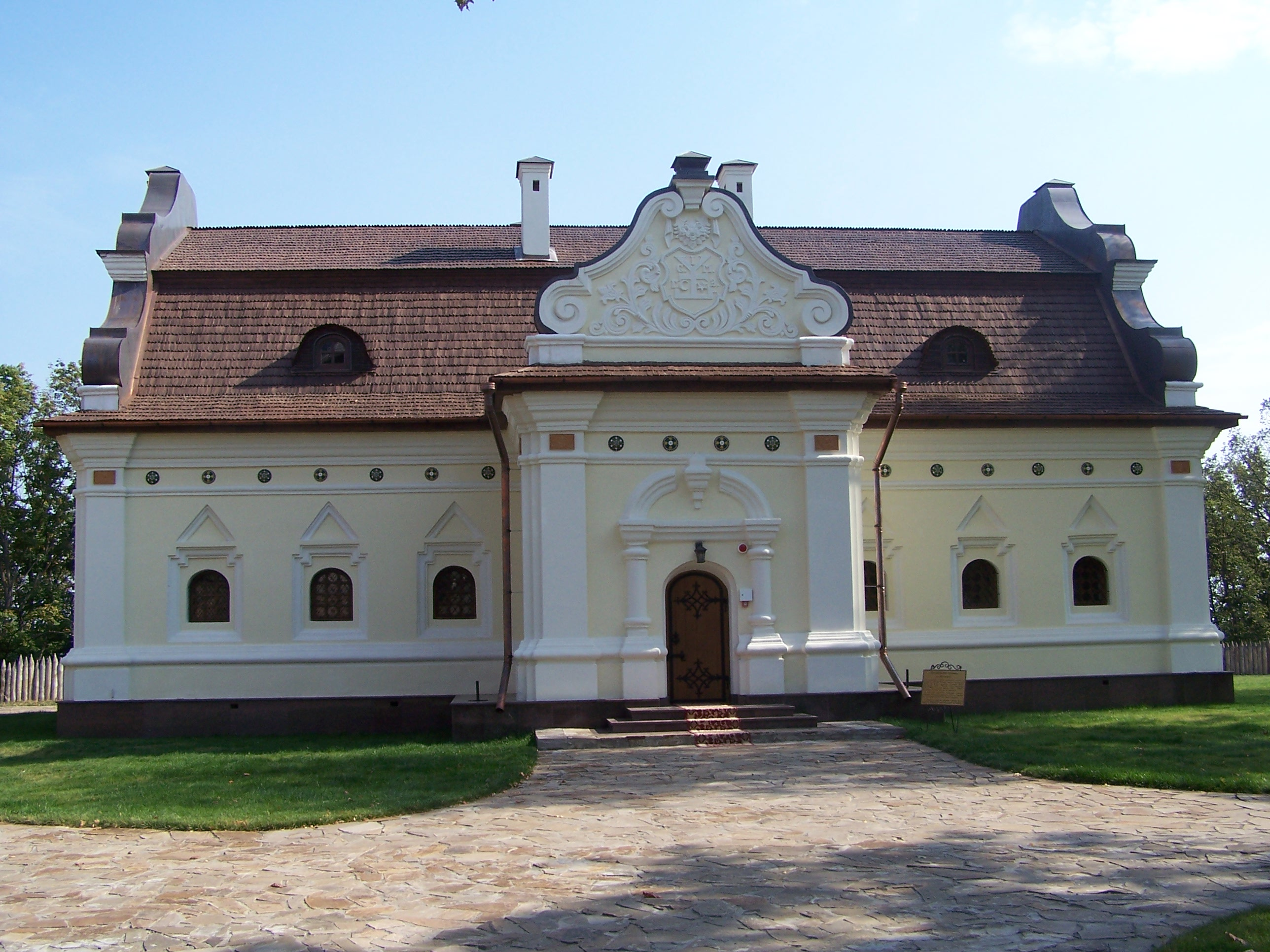
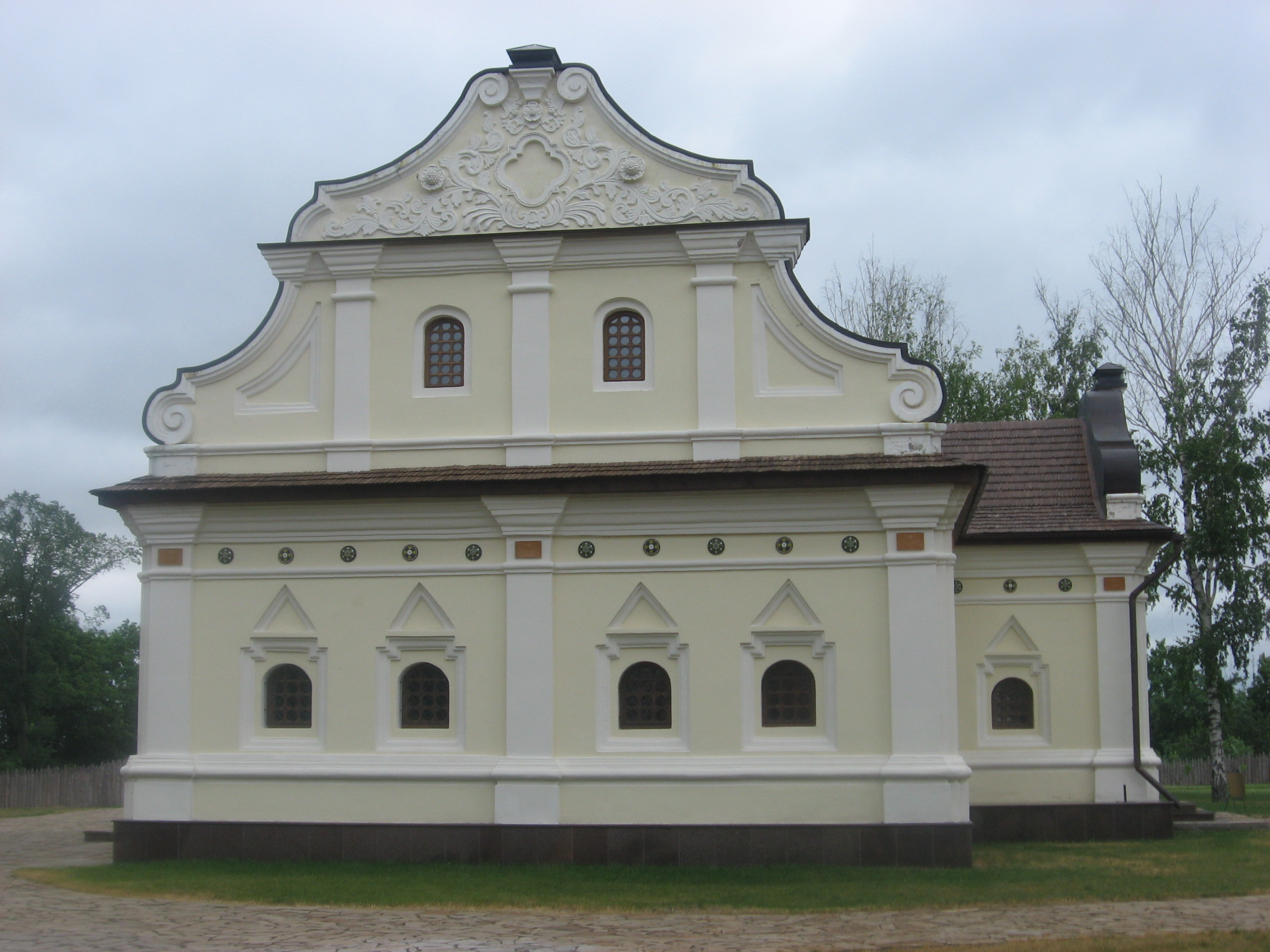

Каменная, со сводчатым погребом-подвалом. Предназначалась для хранения государственных денег, драгоценностей, клейнодов. За прототип взят памятник архитектуры, полковая казна начала XVIII в. из города Прилуки на Черниговщине, которая олицетворяет традиционный тип казаческой казны XVII—XVIII вв. Это строение отличается гармоничными пропорциями, компактностью, лаконичным архитектурным декором. Высота — 6,65 м, Площадь — 27,5 м².
Казацкие пушки

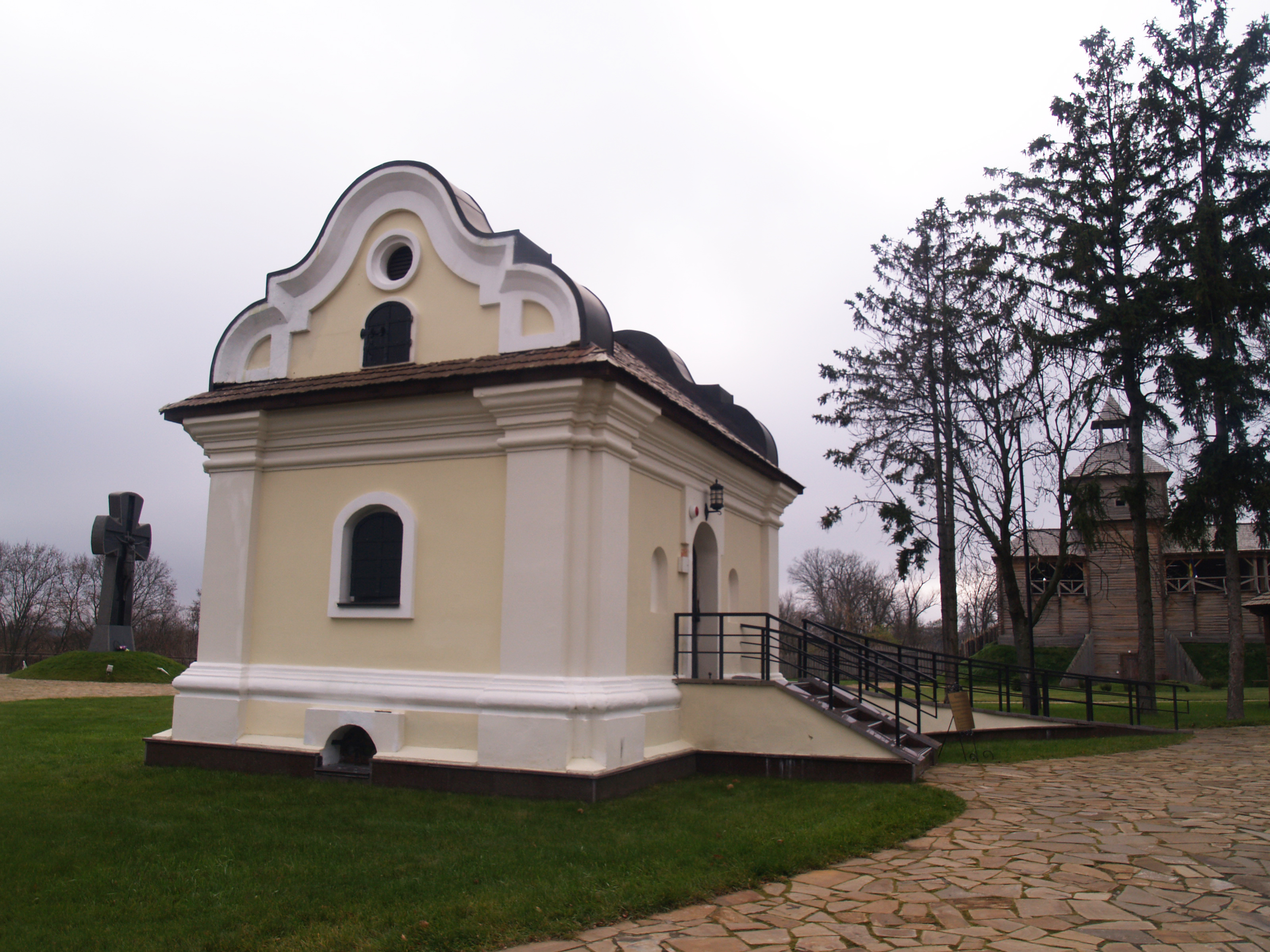
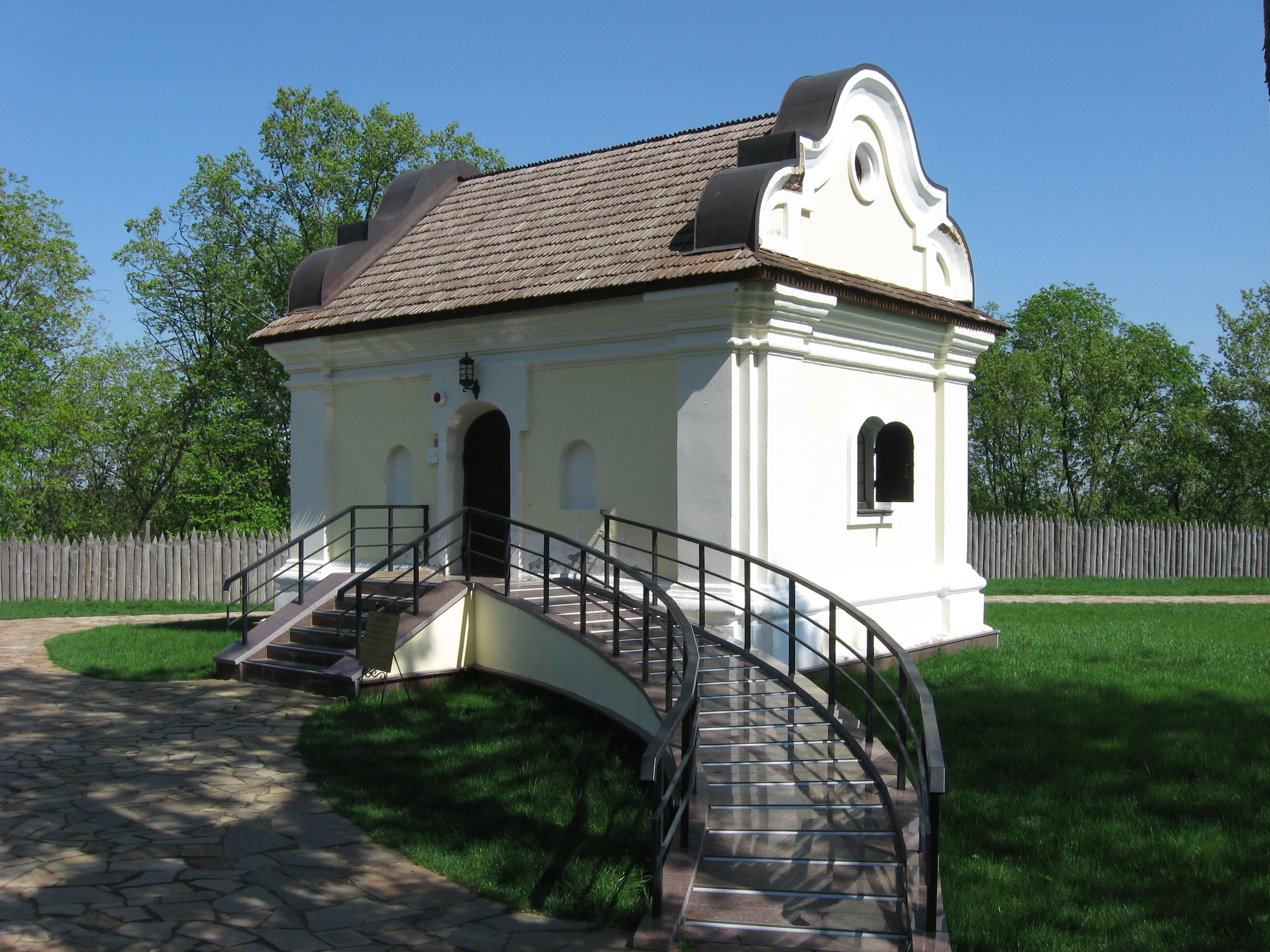
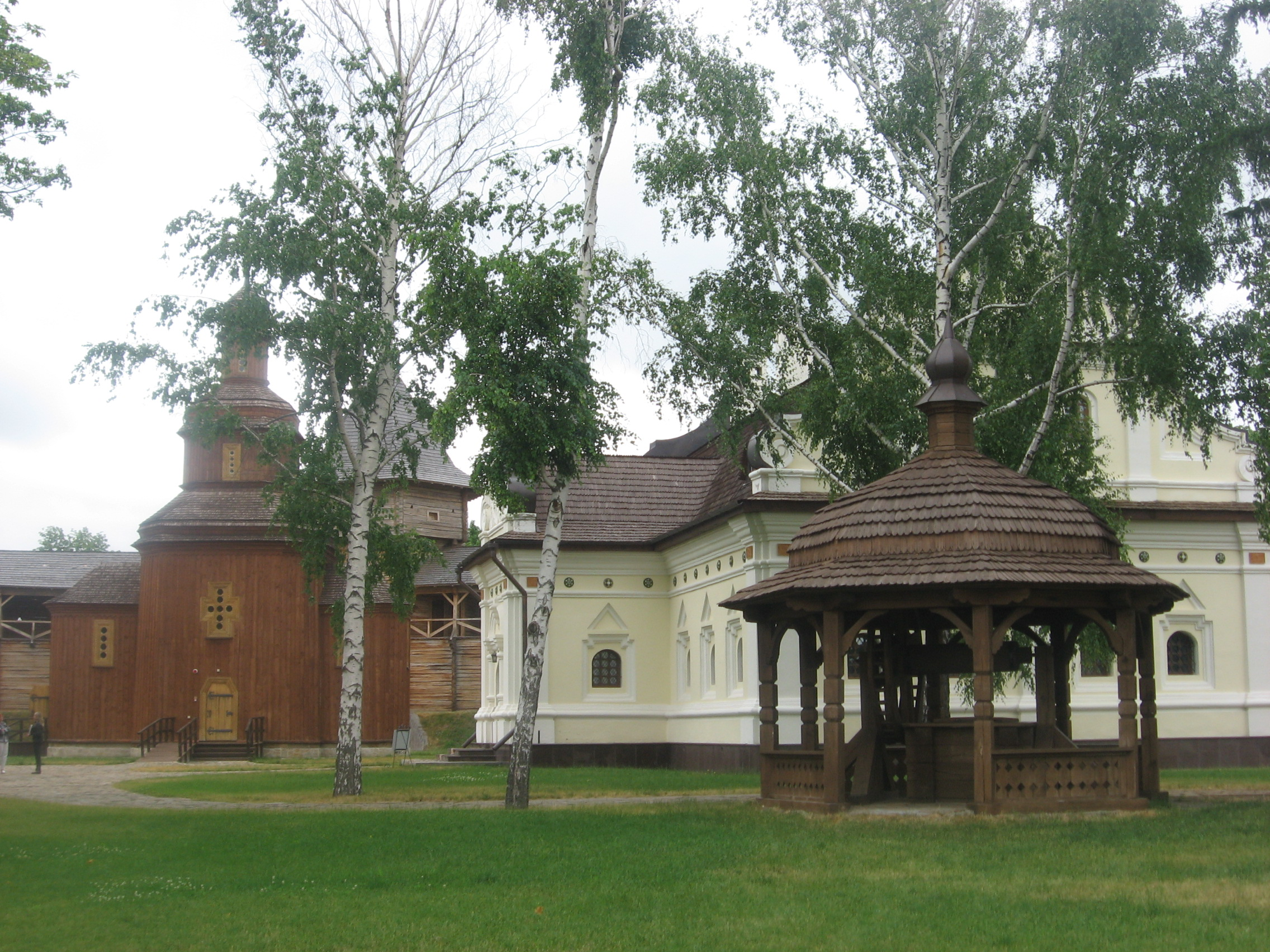

На территории Цитадели Батуринской крепости экспонируется 7 пушек: 5 из них на деревянных лафетах, 2 - на металлических лафетах. По историческим данным, в Батурине в начале XVIII в. находилось от 70-ти до 100 единиц тяжёлой артиллерии.
Колодец

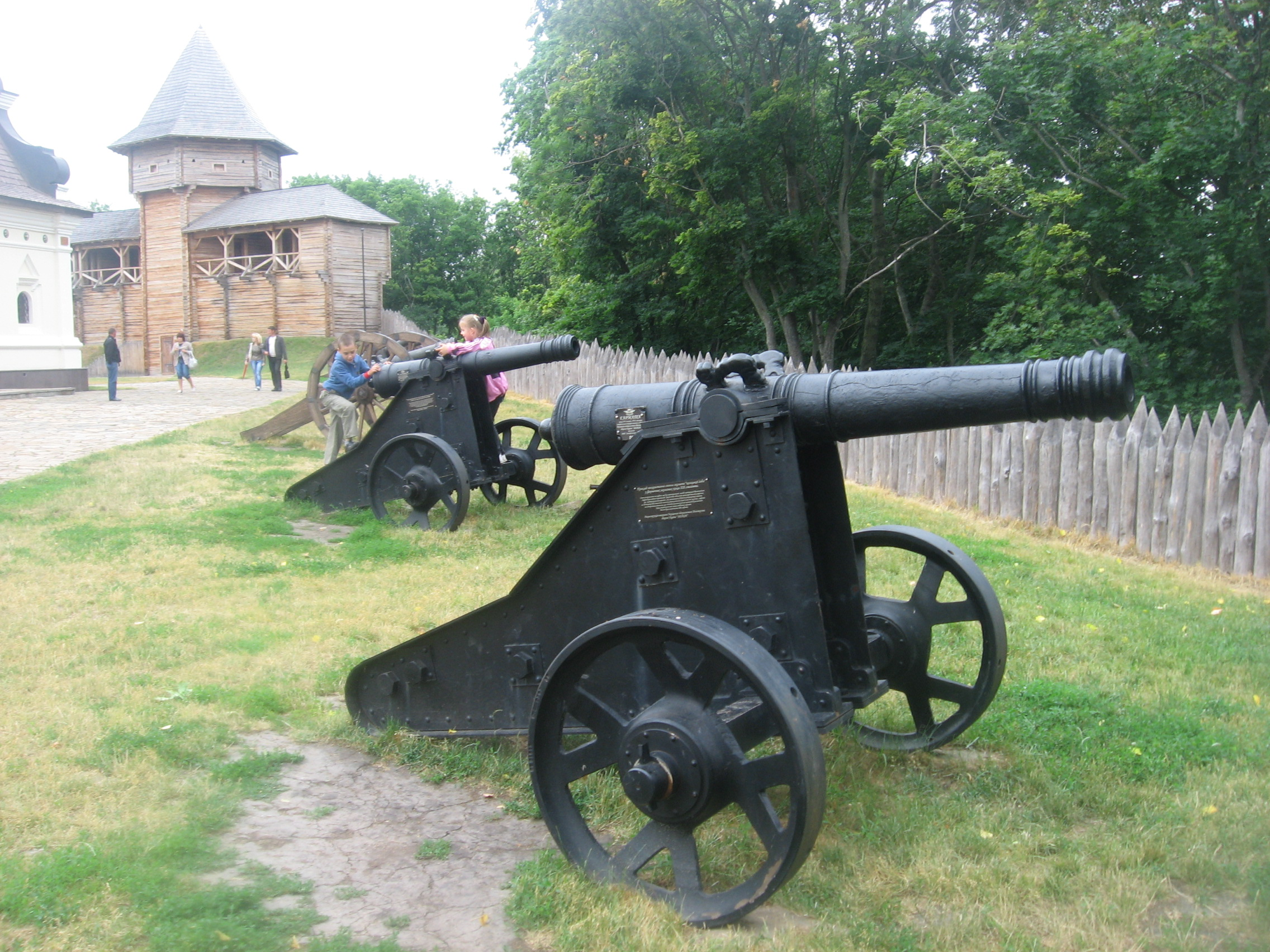
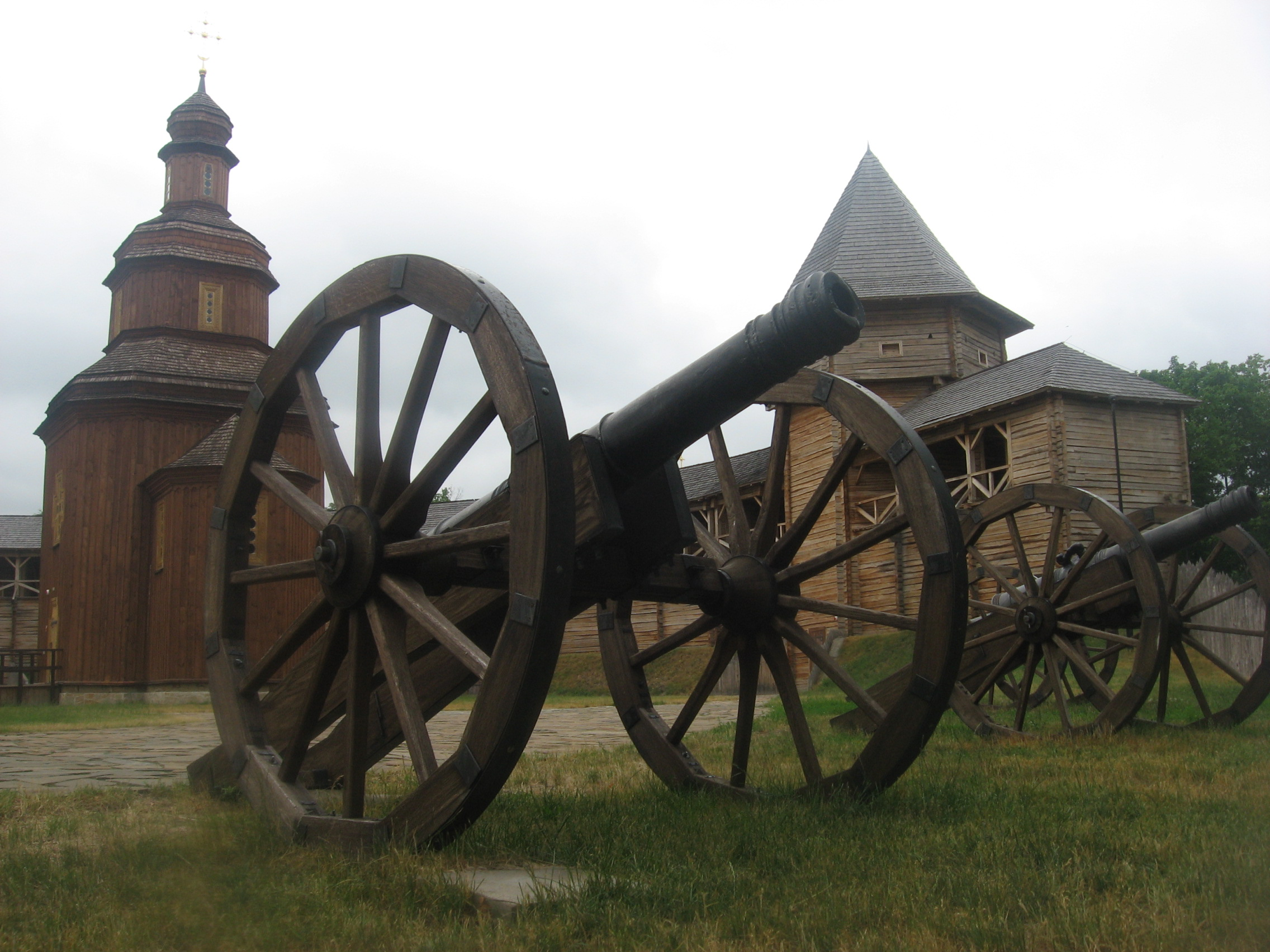
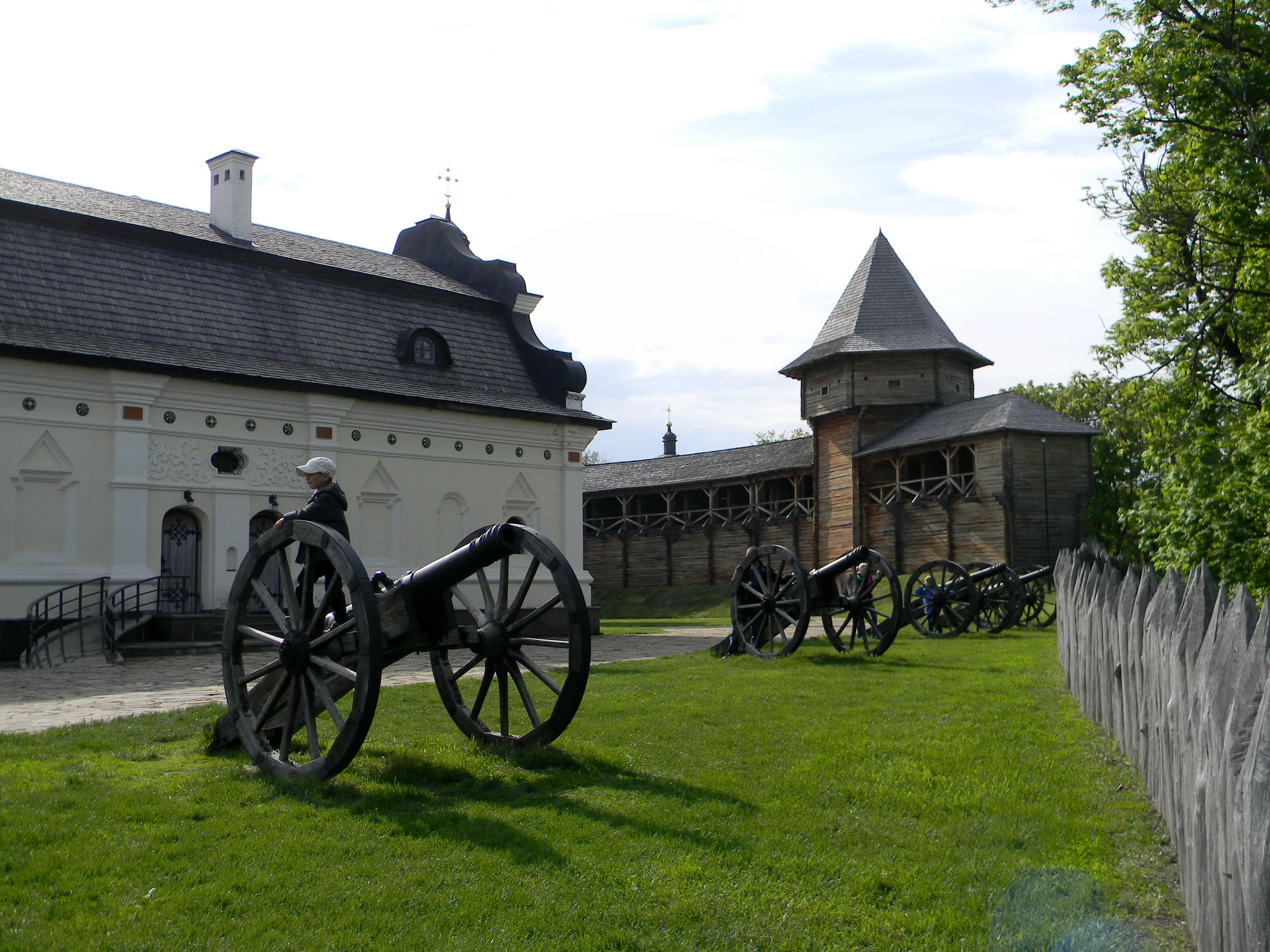

Воссоздан по образцам крепостных и монастырских колодцев Украины XVII - XVIII вв. Глубина - 29 метров. Колодец имеет подъемный механизм с коловоротом. Над ним устроена деревянная беседка, покрытую гонтом.

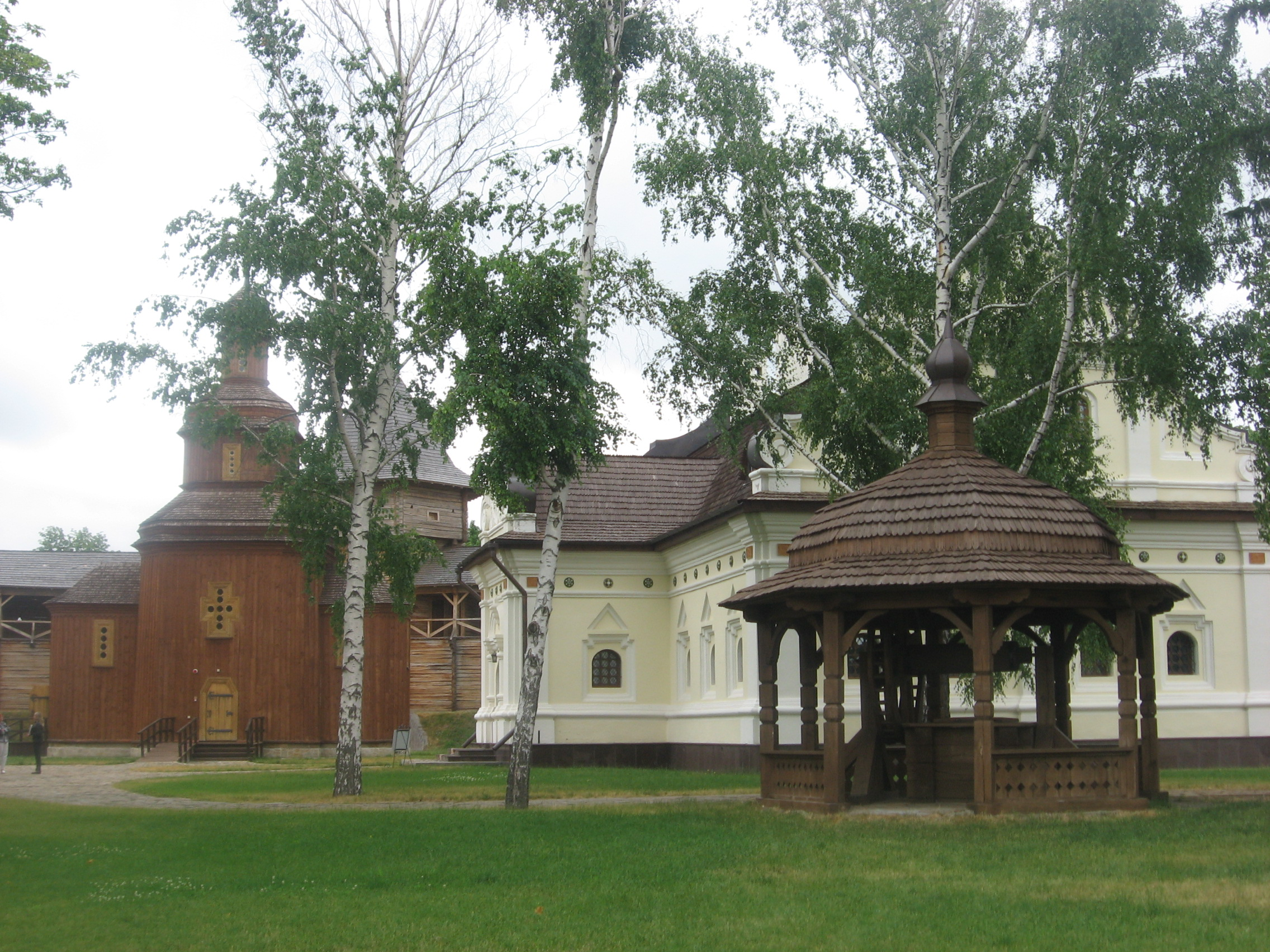